# Capo Feto
Capo Feto è un sito di interesse comunitario nel territorio di Mazara del Vallo, comune italiano del libero consorzio comunale di Trapani in Sicilia.
Il ministero dell'Ambiente nel luglio 2011 l'ha riconosciuta come zona umida, tutelata ai sensi della Convenzione di Ramsar, insieme alle paludi di Margi Spanò (Petrosino) e alla limitrofa riserva naturale integrale Lago Preola e Gorghi Tondi.

## Collocazione geografica
Capo Feto è situato in una zona caratterizzata dalla presenza di un consistente sistema di zone umide. Mazara del Vallo nasce infatti tra le foci di due fiumi: il Màzaro ad occidente, l'Arena ad oriente.
La configurazione del territorio è mutata profondamente negli ultimi cinquant'anni: a nord, sino agli anni cinquanta del Novecento, esistevano ancora le paludi delle contrade: Gazzera, Gazzerotta, Vignale, Timpone Lupo, la Turca e "margiu Nivuliddi". Ad est è ancora presente la depressione che comprende l'ultimo tratto del fiume Arena e i laghetti del Cantarro, composti originariamente dalla "dagala" (depressione del terreno che raccoglie le acque delle zone più sopraelevate) di Ingrasciotta, dal Pantano Murana, della riserva naturale integrale Lago Preola e Gorghi Tondi. Capo Feto si trova a circa 4 km ad ovest dalla foce del Màzaro e da un'altra zona umida di recente formazione, la laguna di Tonnarella.

## Clima
L'ecosistema di Capo Feto appartiene alla fascia climatica mediterranea caratterizzata da estati calde e umide e inverni miti. La temperatura media annua oscilla intorno ai +17° con punte massime di +38° nel mese di agosto e minime che raramente scendono al di sotto dello 0. Grazie allo scontro tra le correnti d'aria provenienti dall'Oceano Atlantico e quelle provenienti dall'Africa, si vengono a creare, nel periodo autunno-inverno, le condizioni ideali per la pioggia, pertanto le precipitazioni atmosferiche sono costituite perlopiù da brevi rovesci temporaleschi, raramente da grandinate e quasi mai da nevicate. Fino agli inizi degli anni ottanta la piovosità media annua si aggirava intorno ai 550mm per poi decrescere di oltre 100mm. Nel 1999 le stazioni meteorologiche situate nelle contrade vicino alla zona di Capo Feto hanno registrato il minimo storico di piovosità con soli 338mm.

## Storia
La zona di Capo Feto è stata frequentata unicamente da cacciatori fino agli inizi degli anni cinquanta. Negli anni settanta vennero pianificati molteplici utilizzi dell'area come la costruzione di un autodromo per il collaudo dei motori turbocompressi o la costruzione di complessi residenziali, progetti che non vennero realizzati; gli speculatori realizzarono un sentiero in terra battuta riducendo la palude a una discarica abusiva. Grazie all'intervento di alcune personalità del mondo scientifico e l'impegno di alcuni cacciatori, il comitato provinciale della caccia di Trapani deliberò, in data 21 ottobre 1976, l'istituzione del vincolo faunistico di Oasi di Protezione e Rifugio; delibera poi sottoscritta l'8 marzo 1977 dall'assessore per l'agricoltura e foreste, On. Aleppo. In assenza di qualsiasi controllo, i vincoli di tutela paesaggistica istituiti dall'oasi di protezione e rifugio della fauna e da altre autorità preposte non sono mai stati rispettati e gli agricoltori continuano a bonificare ed impiantare vigneti nella parte nord della palude. Nel 1996, attraverso il programma europeo "Life Natura", l'amministrazione comunale di Mazara del Vallo iniziò ad occuparsi dell'area e nel 1999, grazie all'intervento della provincia regionale di Trapani, avviò un progetto per la riqualificazione del biotopo.
Il 22 aprile del 2000 il Ministero dell'ambiente inserì il biotopo di Capo Feto fra le zone di protezione speciale (ZPS), identificandolo col numero di codice ITA010006; provvedimento che ha permesso l'accesso ai fondi comunitari per la conservazione delle aree naturali.

## Bacini idrografici
Nonostante i continui mutamenti, è possibile disegnare una mappa dei bacini acquiferi più rilevanti e la loro ubicazione risalente agli anni cinquanta. Uno degli specchi d'acqua più caratteristici è "u fossu da Bumma" (il fosso della Bomba) situato nella parte sud-orientale della palude e formatosi intorno alla metà degli anni quaranta a causa dello scoppio di materiale bellico rimasto in zona. In questo modo si era formato un fosso circolare di circa 30 metri di diametro e profondo circa 2 metri. Al limite est del "fossu da Bumma" è situata la "vurga di Nardu" (gorga di Leonardo). Questa specchio d'acqua era uno dei più estesi e si riduceva solamente nel periodo estivo senza però mai asciugarsi per via dell'alta marea che riforniva d'acqua il bacino. Negli anni settanta la gorga è stata definitivamente separata dal mare per mezzo della realizzazione di una strada in terra battuta. A nord della "fossa da Bumma" sono presenti i resti dell'acquitrino chiamato il "Bersaglio". Continuando verso ovest si incontra l'edificio della bonifica chiamato "casa di l'acqua" ed il canale di gronda che convogliava le acqua a mare. Entrambe le opere furono realizzate negli anni venti e utilizzate sino alla fine degli anni sessanta. Oltre il canale di gronda, in direzione di Petrosino si trovano invece "salicornieto" e "zuttuna d'acqua". Al centro della palude si estende lo specchio d'acqua più importante: "Abìs" (Abisso). Si tratta di un bacino completamente circolare il cui diametro misura circa 80 metri e la profondità è di circa 50 centimetri. La realizzazione avvenne attorno al 1942 per mano di Vittorio Abrignani, cacciatore di Petrosino. Nei pressi dell'"Abìs", separati da un canale di deflusso, sono presenti il "Pantano" e la "vurga du Babbaluciu" (gorga della Chiocciola). L'area del "Pantano" si presenta oggi asciutta d'estate e acquitrinosa nel periodo invernale mentre la "vurga du Babbaluciu" è ricoperta dai sedimenti palustri e dai depositi di sabbia. Di notevole importanza ecologica vi sono inoltre il "canale di Corleo" (tratto del canale maggiore della bonifica) e gli specchi d'acqua che si formano ancora lungo i lati del suddetto canale, chiamati "vurghi Longhi" (gorghe Lunghe). In inverno continua ancora a formarsi un altro bacino chiamato "vurga da Lanterna o du Lanternino" (gorga della Lanterna), nome dovuto alla vicinanza dello specchio d'acqua con il faro. Infine è da menzionare la secca che è stata creata dalla posa dei tubi del metanodotto non distante dal litorale di fronte alla "gorga di Nardu" e alla "fossa da Bumma".

## Aspetti geologici

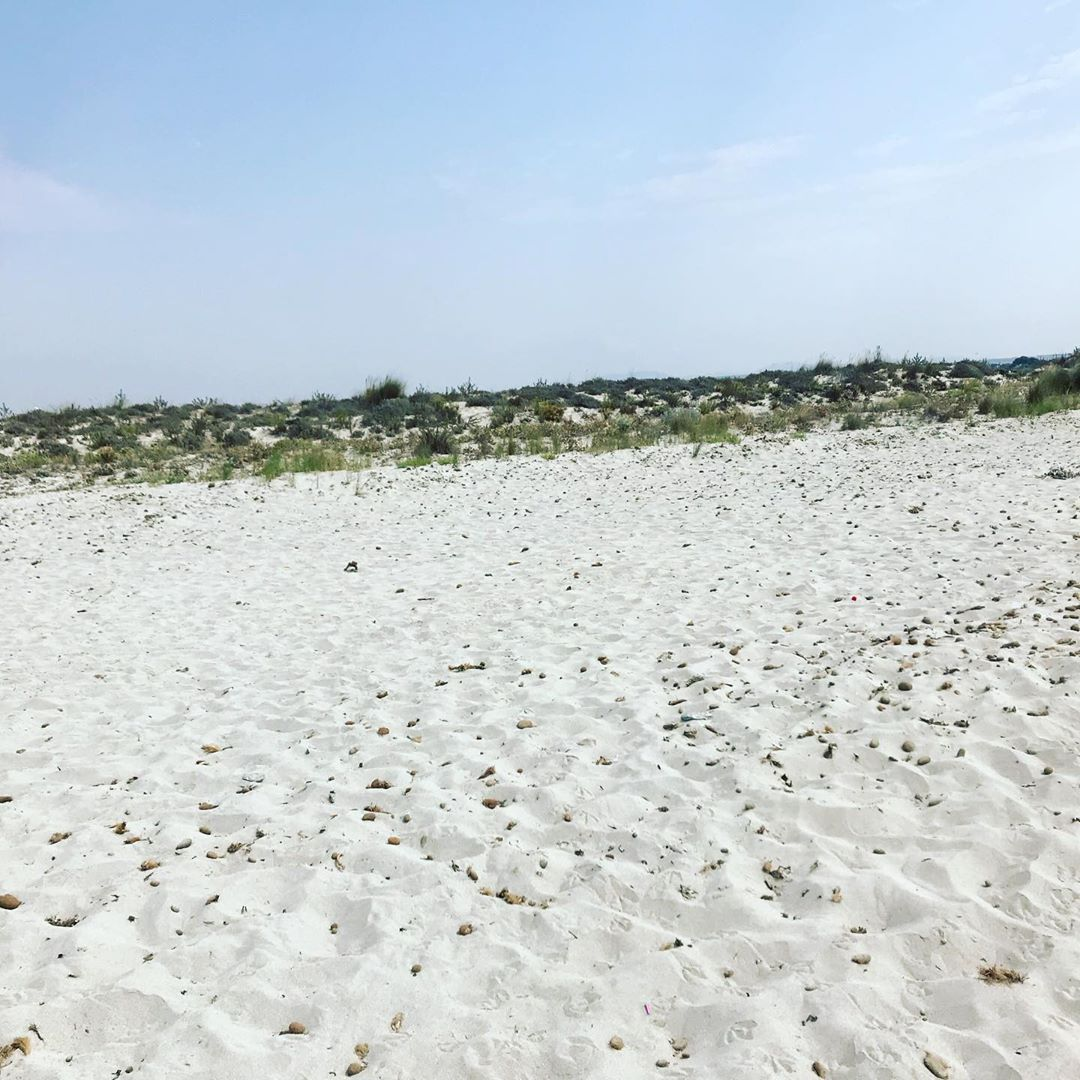
La spiaggia bianca di Capo Feto

L'area di Capo Feto si presenta oggi come una distesa pianeggiante di circa 154 ettari in cui compaiono lievi depressioni e affioramenti di depositi calcarei risalenti all'età pleistocenica. Nella parte più interna invece, il terreno è costituito da calcarenite molto tenera chiamata "calcarenite di Marsala", di colore giallo scuro e formata da detriti di natura diversa. La distesa è separata dal mare da una bassa striscia di sabbia. Il rinvenimento di resti fossili ha reso possibile la distinzione dei sedimenti e lo studio dell'origine delle zone più profonde formatesi nel Quaternario grazie al progressivo ritiro delle acque e al movimento delle maree. Procedendo verso il mare il suolo si ricopre di sedimenti palustri che hanno uno spessore che oscilla tra i 4 e i 6 metri. Per quanto riguarda l'aspetto idrogeologico, i depositi di calcarenite sono permeabili sia per porosità che per fessurazione a differenza dei sedimenti palustri che invece risultano permeabili soltanto per la porosità. Al di sotto dello strato calcarenitico risiede un manto roccioso impermeabile costituito da detriti di argilla di età pliocenica. In origine l'apporto di acqua dolce proveniente dalla falda freatica riusciva ad alimentare gli specchi d'acqua impedendone il completo prosciugamento nel periodo estivo e allo stesso tempo bloccava l'infiltrazione di acqua marina evitando ripercussioni sulla vegetazione. Con l'andare del tempo, a causa della sensibile riduzione delle precipitazioni atmosferiche e della realizzazione di molteplici pozzi abusivi, questo sistema di sostentamento è venuto meno.

## Fauna
Per quanto riguarda la fauna marina, la pesca incontrollata, qui come in altre aree, ha comportato una sostanziale riduzione di diverse specie. Entro i duecento metri dalla costa, dove il fondale è basso e sabbioso, permangono ancora la triglia di scoglio (Mullus surmuletus) e la triglia di fango (Mullus barbatus). Sono in numero decisamente ridotto la mormora (Lithognathus mormyrus) e la tracina ragno (Trachinus araneus) ma al contrario abbondano ancora le bavose occhiute (Blennius ocellaris). Non appena la profondità aumenta, la Posidonia oceanica diventa predominante e continuano ad essere rinvenuti moltissimi esemplari di perchia (Serranus cabrilla), di scorfano rosso (Scorpaena scrofa), di orata (Sparus aurata) e di sarago maggiore (Diplodus sargus sargus). In netta diminuzione sono invece gli esemplari di cernia bruna (Epinephelus marginatus) e di astice europeo (Homarus gammarus). Tra le specie degne di nota merita menzione anche il cavalluccio marino (Hippocampus guttulatus). 
Riguardo agli anfibi, nel canale maggiore è ancora presente la rana verde (Pelophylax esculentus) e il rospo comune (Bufo bufo). Tra i rettili invece è facile rinvenire il biacco (Hierophis viridiflavus), la lucertola siciliana (Podarcis wagleriana) e il ramarro orientale (Lacerta viridis). Il geco comune (Tarentola mauritanica) è più diffuso ora che in passato grazie alla maggiore quantità di pietre depositate. 
Per quello che concerne i mammiferi, sono i chirotteri la specie più numerosa; in particolare sono facilmente individuabili il pipistrello albolimbato (Pipistrellus kuhlii) e il pipistrello nano (Pipistrellus pipistrellus). Tra i roditori sono ormai rari i topi selvatici (Apodemus sylvaticus), il ratto comune (Rattus rattus) e il topo comune (Mus musculus), mentre si ritengono totalmente estinti la lepre italica (Lepus corsicanus) e l'istrice (Hystrix cristata).

L'entomofauna comprende una vasta varietà di insetti tra cui predominano quelli appartenenti all'ordine degli ortotteri, in particolare Oedipoda miniata e Oedipoda coerulescens. Tra gli acrididi si annoverano inoltre Acrotylus longipes e Acrotylus insubricus mentre un'altra cavalletta largamente diffusa è Anacridium aegyptium. Tra le locuste è facile osservare la Locusta migratoria e la locusta verde (Tettigonia viridissima). Altro insetto molto comune in zona è la mantide (Mantis religiosa). In numero molto ridotto si presentano invece le farfalle diurne. Tra gli esemplari di questo ordine di insetti si possono osservare Euchloe ausonia e Pieris edusa. Infine all'interno dell'ordine dei coleotteri si registrano le presenze di Lophira flexuosa, endemico di Sicilia e Sardegna, di Percus lineatus, endemismo siculo e di Carabus morbillosus alternans.

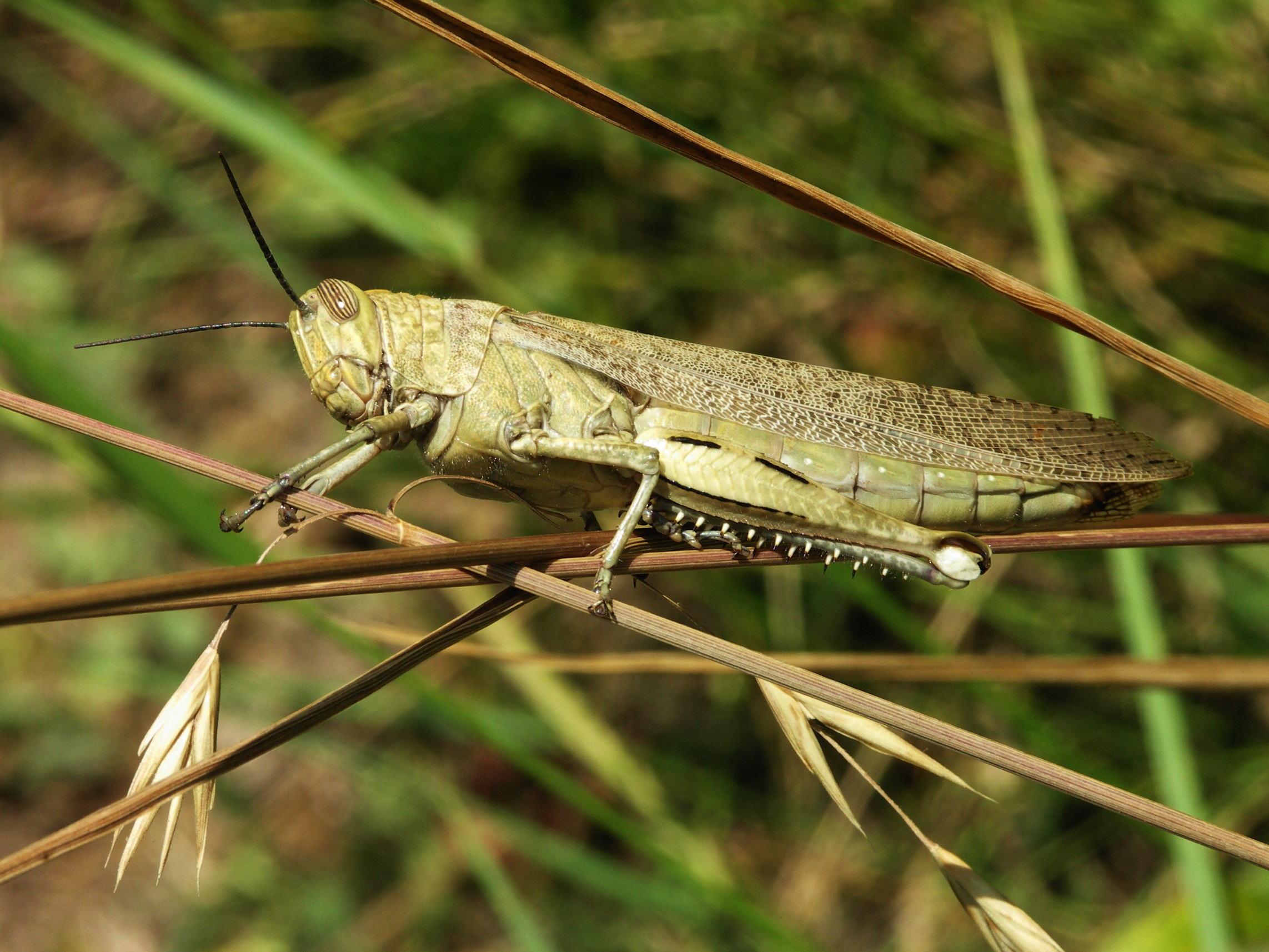
Esemplare di Anacridium aegyptium

L'area di Capo Feto, grazie alla sua posizione geografica, è di fondamentale importanza per i flussi migratori degli uccelli. Sin dalla seconda metà del Novecento sono stati documentati avvistamenti di rari uccelli di cui gli esemplari conservati ancora oggi all'interno del Museo Ornitologico comunale costituiscono la testimonianza. Tra le specie più rare di cui è attestata la presenza in zona vanno ricordati lo stercorario maggiore (Stercorarius skua), il cigno selvatico (Cygnus cygnus), la sula bassana (Morus bassanus), il corrione biondo (Cursorius cursor), il quattrocchi comune (Bucephala clangula), il fistione turco (Netta rufina) e l'edredone comune (Somateria mollissima). Ad oggi gli uccelli più numerosi sono le anatre selvatiche e, tra di esse, la volpoca (Tadorna tadorna) ha fatto registrare il maggior numero di esemplari nel dicembre del 2001 con 53 individui. Questo anatide è presente dappertutto nella zona ma tende a concentrarsi soprattutto nella "gorga del Lanternino" e nella "gorga di Nardu". Una specie che ha subito nel corso degli anni serie decimazioni da parte dei bracconieri è invece il fischione (Anas penelope): nei primi anni di istituzione dell'oasi furono registrati circa 300 esemplari ma adesso se ne verificano soltanto saltuarie apparizioni. Altre specie molto numerose sono l'alzavola (Anas crecca), osservabile soprattutto alla sera, e il mestolone comune (Anas clypeata) che è solito frequentare la palude nel periodo invernale e in particolar modo la parte orientale nei pressi della "gorga di Nardu". In numero leggermente ridotto si presenta invece il codone comune (Anas acuta).
Altra famiglia di uccelli che è solita popolare le zone paludose è quella dei rallidi. Purtroppo lo scenario attuale è profondamente diverso da quello che era possibile osservare fino ai primi anni settanta quando la folaga (Fulica atra) era largamente diffusa nell'area e non era difficile osservare stormi di airone rosso (Ardea purpurea), di nitticora (Nycticorax nycticorax), di garzetta (Egretta garzetta) e di mignattaio (Plegadis falcinellus). Tra le specie che ancora oggi invece abbondano nella palude vengono annoverati il piviere dorato (Pluvialis apricaria) e la pavoncella (Vanellus vanellus).

## Flora

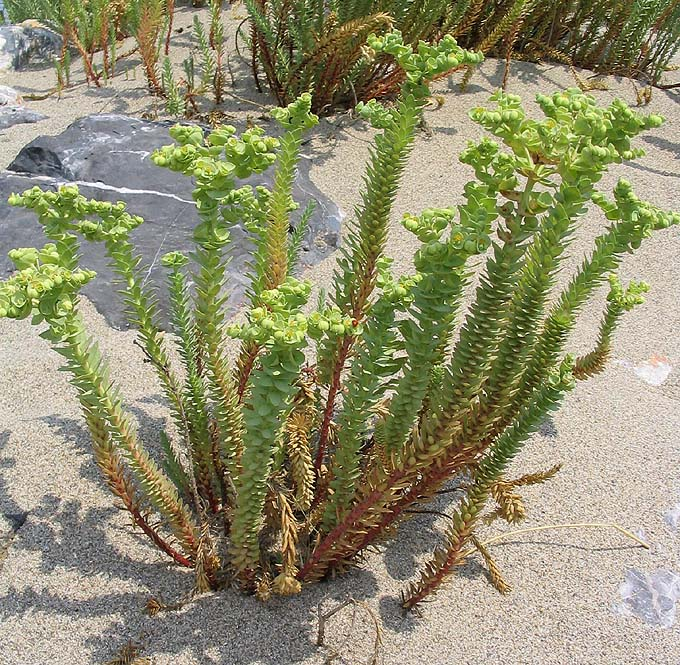
Euphorbia paralias

Il terreno sabbioso che caratterizza la fascia costiera permette unicamente la crescita di piante psammofile in grado di sopportare lo scarso apporto d'acqua e le alte concentrazioni di sale. La zona paludosa è invece condizionata dalla natura dell'acqua che vi stagna. Le caratteristiche dell'acqua sono infatti molto variabili e dipendono da diversi fattori quali la crescente infiltrazione di acqua marina e il discontinuo apporto di acqua dolce che trova ormai nei rovesci atmosferici l'unica fonte di sostegno. Le specie più diffuse sono naturalmente quelle eliofite come giunco marittimo (Juncus maritimus) e sparzio comune (Spartium junceum). Altre piante largamente diffuse sono quelle alofile come le grasselle (Arthrocaulon macrostachyum) e le salicornie (Salicornia fruticosa e Salicornia radicans). È invece sul punto di scomparire la cannuccia di palude (Phragmites communis). D'altro canto le diverse specie di tifa (Typha spp.),in dialetto "burda", e il falasco (Cladium mariscus) si sono completamente estinte. Con la bonifica del terreno e l'abbassamento della falda acquifera altre specie di piante, come la canna comune (Arundo donax), la canna del Po (Erianthus ravennae) e la canna d'Egitto (Saccharum spontaneum), hanno potuto diffondersi largamente. Nella zona terrazzata più interna, prima che i lavori di scavo alterassero il manto roccioso, persisteva la tipica macchia mediterranea. Ad ogni modo la vegetazione della fascia litoranea non si presenta del tutto uniforme; spostandosi infatti verso est le specie predominanti diventano Limbarda crithmoides, Agropyron junceum e Agropyron pungens. Ad ovest, invece, è possibile individuare altre specie come la centaurea delle spiagge (Centaurea sphaerocephala), l'euforbia marittima (Euphorbia paralias), lo spazzaforno (Thymelaea hirsuta), la crucianella di mare (Crucianella maritima) e la santolina bianca delle sabbie (Otanthus maritimus). Infine nei pressi del faro si può trovare in abbondanza il giglio di mare (Pancratium maritimum).